# Gastrophryne usta
Gastrophryne usta és una espècie de granota que viu al Salvador, Guatemala i Mèxic.
Està amenaçada d'extinció per la pèrdua del seu hàbitat natural.